# Lino Guanciale
Lino Guanciale (Avezzano, 21 maggio 1979) è un attore italiano.

## Biografia
Lino Guanciale è nato il 21 maggio 1979 ad Avezzano, da padre medico e madre insegnante; ha un fratello più giovane di nome Giorgio, psicoterapeuta. La recitazione è arrivata per puro caso iscrivendosi a un corso di teatro nel liceo frequentato dal suo migliore amico poiché, per un contrasto con il preside da rappresentante degli studenti, nella sua scuola la possibilità gli era interdetta. Si diploma quindi al liceo scientifico di Avezzano, passa poi la prova di ingresso per la facoltà di medicina ma decide di iscriversi a lettere e filosofia all'Università "La Sapienza" di Roma. Comincia a recitare in una compagnia della sua città.
Dopo alcuni trascorsi rugbistici (sezione Nazionale Under-16 e Under-19) si iscrive all'Accademia d'arte drammatica "Silvio d'Amico" lasciando l'università; si diploma nel 2003 e ottiene il Premio Gassman.
Testimonial per UNHCR, oltre all'impegno per le campagne in Italia, partecipa a brevi missioni in Libano nel 2017 e in Etiopia nel 2019.

### Carriera
A inizio carriera lavora come doppiatore  e per molti anni recita principalmente a teatro. Dopo il diploma in Accademia nel 2003, viene diretto da Gigi Proietti in Romeo e Giulietta, spettacolo che inaugura il Silvano Toti Globe Theatre di Roma. Tra i nomi del palcoscenico italiano con cui collabora in seguito: Franco Branciaroli, Luca Ronconi, Walter Le Moli, Massimo Popolizio, Claudio Longhi e Michele Placido, che dopo averlo diretto in Fontamara lo chiama a interpretare Nunzio, uno dei personaggi del film Vallanzasca - Gli angeli del male.
Accanto agli impegni teatrali, dal 2005 opera come insegnante e divulgatore scientifico-teatrale all'Università e nelle scuole superiori.
Nel 2009 esordisce al cinema con Io, Don Giovanni di Carlos Saura, nei panni di Wolfgang Amadeus Mozart. Seguono i ruoli ne La prima linea di Renato De Maria, pellicola ispirata al libro Miccia corta, Il Gioiellino di Andrea Molaioli, Il sesso aggiunto di Francesco Antonio Castaldo, Il mio domani di Marina Spada.
Nel 2011 esordisce anche in televisione con la fiction Il segreto dell'acqua, trasmessa su Rai 1. Sulla stessa rete, nella primavera del 2012, è tra gli interpreti di Una grande famiglia, diretta da Riccardo Milani. Inoltre un piccolo ruolo in To Rome with Love di Woody Allen dove recita accanto a Jesse Eisenberg, Ellen Page, Penelope Cruz e Alec Baldwin.
A teatro fra il 2011 e il 2012 è uno dei protagonisti de La resistibile ascesa di Arturo Ui di Bertolt Brecht, per la regia di Claudio Longhi, premiato come miglior spettacolo dell'anno dall'Associazione Nazionale dei Critici Teatrali. Alla lunga tournée italiana si è aggiunta anche una tappa in Russia, a Mosca, nell'ambito del Festival dei Teatri Europei.
Nel 2012 recita nei film Il volto di un'altra di Pappi Corsicato, La scoperta dell'alba di Susanna Nicchiarelli, in cui è al fianco di Margherita Buy, e L'estate sta finendo di Stefano Tummolini. Nel maggio 2012 ha girato come protagonista l'opera prima di Francesca Staasch Happy Days Motel.
Il primo grande successo televisivo arriva nel 2013 col ruolo dell'avvocato Guido Corsi nella seconda stagione serie televisiva Che Dio ci aiuti trasmesso su Rai 1. Veste ancora i panni di Corsi nelle stagioni successive, fino al 2017.
Nel 2015 è protagonista, insieme a Miriam Leone, della serie La dama velata, in cui interpreta il conte Guido Fossà, sempre trasmessa su Rai 1. Questa fiction segna l'inizio del lungo sodalizio artistico con il regista Carmine Elia, che lo dirigerà in numerosi altri prodotti televisivi (Il sistema, La porta rossa, Mare fuori, Sopravvissuti, Noi siamo leggenda). Nello stesso anno vince il Premio Flaiano come attore rivelazione dell'anno.
Nel 2016 è protagonista, con Vanessa Incontrada, della fiction Non dirlo al mio capo dove interpreta l'avvocato Enrico Vinci e nella serie TV Il sistema dove interpreta il sottotenente Michele Grandi. Da settembre 2016 è il protagonista, insieme ad Alessandra Mastronardi, della serie televisiva L'allieva, dove ricopre il ruolo del cinico medico legale Claudio Conforti. La serie è ispirata a diversi romanzi di Alessia Gazzola riguardanti il tema della medicina legale. Veste nuovamente i panni dell'avvocato Vinci nella seconda stagione di Non dirlo al mio capo (2018), mentre il successo de L'allieva lo porta a interpretare Conforti in una seconda (2018) e in una terza stagione (2020).
Nello stesso anno vince il Premio Civiltà dei Marsi per la sezione Teatro e Fiction TV,  il Premio Flaiano per l'Abruzzo. e il Premio come migliore attore di fiction al Magna Graecia Film Festival.
Nel 2017 è protagonista della serie poliziesca-fantastica La porta rossa, diretta da Carmine Elia e trasmessa da Rai 2. Riprende lo spettacolo Istruzioni per non morire in pace in scena dal 7 al 13 aprile al Teatro della Pergola di Firenze.
Sempre nel 2017 riceve il Premio Flaiano come co-protagonista del film-documentario Un'avventura romantica di Davide Cavuti e il CinèCiak d'oro per il film I peggiori di Vincenzo Alfieri. Nel 2017 è nel cast della pellicola La casa di famiglia, diretta da Augusto Fornari. Nel 2018 interpreta uno strampalato professore di storia che non ha l'abilitazione all'insegnamento nel film Arrivano i prof, con la regia di Ivan Silvestrini. Nel 2018 è vincitore del premio ANCT e del premio Ubu per il suo ruolo nello spettacolo teatrale La classe operaia va in paradiso.
Da febbraio 2019 a giugno 2020 partecipa al programma Miracolo italiano trasmesso da Rai Radio 2 con la rubrica La panchina di Lino.
Nel 2019 conduce il documentario L'Aquila 3:32 – La generazione dimenticata, dedicato al terremoto che ha colpito L'Aquila nel 2009, trasmesso da Rai 2.
Nel 2019 interpreta il ruolo del commissario Ricciardi, ispirato ai libri usciti dalla penna dello scrittore Maurizio De Giovanni e torna a interpretare Claudio Conforti sul set de L'allieva 3.  Sempre ad agosto 2020 si concludono anche le riprese de Il commissario Ricciardi, in onda su Rai 1 dal 25 gennaio 2021.
A ottobre 2020 compare nell'ultimo episodio della serie Rai Mare fuori nel ruolo di una guardia penitenziaria. Nel 2021 è nel cast del film biografico Un marziano di nome Ennio di Davide Cavuti, interpretando il ruolo di Carlo e riceve il Nastro d'argento come protagonista della serie  Il commissario Ricciardi.
Il 4 febbraio 2022 al Festival di Sanremo si improvvisa cantante esibendosi con A Hard Day's Night dei Beatles e presenta Noi e Sopravvissuti, le sue due nuove serie. Nello stesso anno pubblica il suo primo libro, Inchiostro.
Nel 2023 torna in TV con la terza e ultima stagione de La porta rossa e con la seconda de Il commissario Ricciardi. Nella seconda parte del 2023 è protagonista della miniserie Sky Un'estate fa e compare nella serie Rai Noi siamo leggenda. A inizio 2025 compare nella miniserie franco-italiana Il conte di Montecristo in cui interpreta il brigante Luigi Vampa doppiando se stesso.

## Vita privata
Ha avuto una lunga relazione con la collega Antonietta Bello.
Il 18 luglio 2020 si è sposato a Roma con Antonella Liuzzi, sua compagna dal 2018. Il 14 novembre 2021 è nato Pietro, il primogenito della coppia.
A inizio 2023 è il portavoce del comitato nella sua regione, l'Abruzzo, a supporto della candidatura di Elly Schlein, segretaria del Partito Democratico.

## Filmografia

### Cinema
- Io, Don Giovanni, regia di Carlos Saura (2009)
- La prima linea, regia di Renato De Maria (2009)
- Vallanzasca - Gli angeli del male, regia di Michele Placido (2010)
- Il gioiellino, regia di Andrea Molaioli (2011)
- Il sesso aggiunto, regia di Francesco Antonio Castaldo (2011)
- Il mio domani, regia di Marina Spada (2011)
- To Rome with Love, regia di Woody Allen (2012)
- Il volto di un'altra, regia di Pappi Corsicato (2012)
- La scoperta dell'alba, regia di Susanna Nicchiarelli (2012)
- Happy Days Motel, regia di Francesca Staasch (2012)
- L'estate sta finendo, regia di Stefano Tummolini (2013)
- Maraviglioso Boccaccio, regia di Paolo e Vittorio Taviani (2015)
- Un'avventura romantica, regia di Davide Cavuti (2016)
- The Space Between, regia di Ruth Borgobello (2016)
- Le verità, regia di Giuseppe Alessio Nuzzo (2017)
- Preghiera, regia di Davide Cavuti - documentario (2017)
- I peggiori, regia di Vincenzo Alfieri (2017)
- La casa di famiglia, regia di Augusto Fornari (2017)
- Arrivano i prof, regia di Ivan Silvestrini (2018)
- Lectura Ovidii, regia di Davide Cavuti (2019)
- La freccia del tempo, regia di Carlo Sarti (2019)[24]
- Un marziano di nome Ennio, regia di Davide Cavuti (2021)
- Il primo giorno della mia vita, regia di Paolo Genovese (2023)
- L'invenzione di noi due, regia di Corrado Ceron (2024)

### Televisione
- Il segreto dell'acqua – serie TV, 3 episodi (2011)
- Una grande famiglia – serie TV, 17 episodi (2012-2015)
- Che Dio ci aiuti – serie TV, 40 episodi (2013-2017)
- La dama velata, regia di Carmine Elia – serie TV, 12 episodi (2015)
- Il sistema, regia di Carmine Elia – serie TV, 6 episodi (2016)
- Don Matteo – serie TV, episodio 10x26 (2016)
- Non dirlo al mio capo – serie TV, 24 episodi (2016-2018)
- L'allieva – serie TV, 35 episodi (2016-2020)
- Stanotte a Venezia [25] – documentario TV (2017)
- La porta rossa – serie TV, 32 episodi (2017-2023)
- L’Aquila 3:32 - La generazione dimenticata – documentario (2019)
- Mare fuori – serie TV, episodio 1x12 (2020)
- Il commissario Ricciardi – serie TV (2021-in corso)
- Noi – serie TV, 12 episodi (2022)
- Sopravvissuti – serie TV, 12 episodi (2022)
- Un'estate fa, regia di Davide Marengo e Marta Savina – miniserie TV (2023)
- Noi siamo leggenda – serie TV, 12 episodi (2023)
- Il conte di Montecristo (The Count of Monte Cristo), regia di Bille August – miniserie TV, 8 episodi (2025)

### Cortometraggi

#### Attore
- Il colpo di pistola (2005)
- Banditi (2009)
- Tetragoni, regia di Giuseppe Schettino (2010)
- Lao, regia di Gabriele Sabatino Nardis (2013)
- Sleeping Wonder, regia di Alberto Rizzi (2015)
- Cain's Shadow, regia di Antonio De Palo (2016)
- Il regalo di Alice, regia di Gabriele Marino (2017)
- Io sì, tu no, regia di Sydney Sibilia (2017)
- Pepita's, regia di Alessandro Sampaoli
- Sotto la città - 1915, regia di Domenico Tiburzi (2019)[26]
- Lupo+Agnello, regia di Giuseppo Schettino (2021)
- Rasti, di Paolo Bonfadini e Davide Morando (2023)

#### Produttore
- Il porto e la tempesta, regia di Antonio Chiricò, Wrong Child Production (2020)
- Slow, regia di Giovanni Boscolo, Wrong Child Production (2020)
- Lupo+Agnello, regia di Giuseppo Schettino, Wrong Child Production (2021)
- Palla di pelo, regia di Giovanni Roviaro, Wrong Child Production (2021)
- Story of your life, regia Salvatore De Chirico, Wrong Child Production (2021)

### Videoclip musicali
- Banditi di Giuliano Clerico, 2012

- Non sei più con me di Ruben Coco, 2018

### Web TV
- Rudi - webserie, cameo (2018)[27]

## Teatro

### Attore
- Romeo e Giulietta di William Shakespeare, regia di Gigi Proietti (2003)
- Caligola, di Albert Camus, regia di Claudio Longhi (2003)
- La peste di Albert Camus, regia di Claudio Longhi (2005)
- Edipo e la sfinge, di Hugo von Hofmannsthal, regia di Claudio Longhi (2005)
- Salambò, di Gustave Flaubert, regia di Claudio Longhi (2005)
- Storie naturali, di Edoardo Sanguineti, regia di Claudio Longhi (2005)
- Biblioetica: istruzioni per l'uso, regia di Luca Ronconi e Claudio Longhi (2006)
- Atti di guerra, di Edward Bond, regia di Luca Ronconi (2006)
- La Philosophie dans le boudoir, di De Sade, regia di Claudio Longhi (2006)
- Antigone, di Sofocle, regia di Walter Le Moli (2007)
- Gli incostanti, di Middleton e Rowley, regia di Walter Le Moli (2007)
- Il matrimonio di Figaro, di Beaumarchais, regia di Claudio Longhi (2007)
- A voi che mi ascoltate, di Loula Anagnostaki, regia di Victor Arditti (2007)
- Orlando in Paradiso, da Ludovico Ariosto e Dante Alighieri, regia di Lino Guanciale (2007)
- Yugen o dell'incanto sottile, regia di Claudio Longhi (2007)
- Prigionieri delle parole, di Edgar Allan Poe, regia di Claudio Longhi (2008)
- Io parlo ai perduti. Le vite immaginarie di Antonio Delfini di Roberto Barbolini, regia di Claudio Longhi (2009)
- La notte poco prima della foresta, di B.M. Koltès, regia di Claudio Longhi (2009)
- Ploutos, o della ricchezza, regia di Massimo Popolizio (2009)
- Il mondo della luna, di Carlo Goldoni, regia di Claudio Longhi (2009)
- I fatti di Fontamara, di Ignazio Silone, regia di Michele Placido (2009)
- Sallinger, di B.M. Koltès, regia di Claudio Longhi (2010)
- Voci sorde, di B.M. Koltès, regia di Claudio Longhi (2010)
- La solitudine dei campi di cotone, di B.M. Koltès, regia di Claudio Longhi (2010)
- La resistibile ascesa di Arturo Ui, di Bertolt Brecht, regia di Claudio Longhi (2012/2013)
- Recital, di e con Lino Guanciale e Davide Cavuti (2016)
- Istruzioni per non morire in pace, di Paolo Di Paolo regia di Claudio Longhi, Teatro Storchi di Modena (2016)
- Ragazzi di vita di Pier Paolo Pasolini, regia di Massimo Popolizio, Teatro Argentina di Roma (2016)
- Cadrà dolce la pioggia di Ray Bradbury, regia di Valentina Ciaccia, Teatro dei Marsi di Avezzano (2017)
- Itaca... il viaggio, regia di Davide Cavuti (2017)
- Le Voci della Valle (della Verità dei Visionari), regia di Egale Cerroni (Piazza della Chiesa, Collelongo, 12 agosto 2017)
- I sognatori hanno i piedi poggiati sulle nuvole, di e con Lino Guanciale e Davide Cavuti, Teatro Argentina (2018)
- La classe operaia va in Paradiso, regia di Claudio Longhi (2018)
- La casa degli sguardi di Daniele Mencarelli, regia e adattamento teatrale di Lorenzo Collalti, Accademia nazionale d'arte drammatica - Festival dei Due Mondi di Spoleto (2019)
- Non svegliate lo spettatore, di Lino Guanciale, regia di Davide Cavuti (2020)
- Fuggi la terra e l'onde, testo e regia di Lino Guanciale (2021)
- Europeana, di Patrik Ouředník, regia di Lino Guanciale (2021)
- PSY, testo e regia di Gigi Funcis (2022)
- L'uomo più crudele del mondo, testo e regia di Davide Sacco (2022-2025)
- Zoo, testo e regia di Sergio Blanco (2022)
- Ho paura torero, trasposizione di Alejandro Tantanian, regia di Claudio Longhi, Piccolo Teatro di Milano (2024-2025)

### Regista
- Orlando in Paradiso, da Ludovico Ariosto e Dante Alighieri, regia di Lino Guanciale (2007)
- Nozze, di Elias Canetti, regia di Lino Guanciale (2019)
- La mia infinita fine del mondo, di Gabriel Calderon, regia di Lino Guanciale (2020)
- Fuggi la terra e l'onde, regia di Lino Guanciale (2021)
- Europeana, regia di Lino Guanciale (dal 2021)

## Radio
- Miracolo italiano (Rai Radio 2, 2019-2020)

## Doppiaggio

### Cinema
- Show Dogs - Entriamo in scena (Show Dogs), regia di Raja Gosnell (2018)

### Televisione
- I Medici (Medici: Masters of Florence) – serie TV, 8 episodi (2016)

## Spot pubblicitari
- Modena The Art of Food (2017)[28]

## Audiolibri
- Cuore di tenebra di Joseph Conrad, Ad alta voce, Rai Radio 3, (2018)
- Utz di Bruce Chatwin, Ad alta voce, Rai Radio 3, (2019)[29]
- La tregua di Primo Levi (2019)
- Ho sposato un comunista di Philip Roth (2020)[30]
- La vita di chi resta di Matteo B. Bianchi (2023)[31]
- Café Royal di Marco Balzano (2023)[31]

## Riconoscimenti
- Nastro d'argento
  - 2021: per l'interpretazione nella serie Il commissario Ricciardi
  - 2018: miglior attore protagonista per il corto Il regalo di Alice di Gabriele Marino[32]
- Ciak d'oro
  - 2017: "CinèCiak d'oro" per il film I peggiori di Vincenzo Alfieri
- Premio Flaiano sezione teatro[33]
  - 2015: attore rivelazione dell'anno[34]
  - 2016: "Flaiano per l'Abruzzo"[34]
- Premio Flaiano
  - 2017: miglior attore co-protagonista del film Un'avventura romantica di Davide Cavuti
- Premio Ubu
  - 2013: Premio Speciale per l'impegno nel reinventare la funzione sociale del teatro con Il ratto d'Europa[34]
  - 2018:  miglior attore per La classe operaia va in paradiso[34]
- Premio Anct
  - 2018:  miglior attore per l’interpretazione nello spettacolo La classe operaia va in paradiso regia di Claudio Longhi[35]
- Premio Culturale MuMi
  - 2017:  miglior attore dell'anno[36]

### Altri premi
- 2003: Premio Gassman[34]
- 2005: Premio IMAIE 2005 per Il colpo di pistola[34]
- 2009: Premio Oscar dei Giovani[34]
- 2011: Premio come spettacolo dell'anno con La resistibile ascesa di Arturo Ui[34]
- 2015: Golden Spike Award al Social World Film Festival[34]
- 2015: Premio Personalità dell'anno come attore[37]
- 2015: Premio Personalità Europea, Premi Campidoglio[34]
- 2016: Premio Civiltà dei Marsi nella sezione Teatro e Fiction TV[34]
- 2016: premio Migliore Attore di Fiction al Magna Graecia Film Festival[34]
- 2016: Premio "Le radici nel cuore"[38]
- 2017: Migliore Attore Protagonista per il film I peggiori di Vincenzo Alfieri, Festival di Roseto
- 2018: "Premio Consiglio Regionale d'Abruzzo" per la valorizzazione dei personaggi e dei luoghi dell'Abruzzo
- 2018: "Premio Ovidio Giovani" per l'interpretazione della Lectura Ovidii[39]
- 2019: "UCAI San Miniato" – riconoscimento di "Stella dell'arte per il teatro"[40]
- 2019: "Premio Charlot" 2019 sezione Fiction[41]

## Saggi
- Catia Contado, Lino Guanciale e Diana Manea, Esperimenti di teatro in un'aula di chimica, Ferrara, Unifepress, 2017, ISBN 978-88-964-6315-4.